# Le Vieil-Baugé
Le Vieil-Baugé é uma ex-comuna francesa na região administrativa da Pays de la Loire, no departamento de Maine-et-Loire. Estendeu-se por uma área de 28,63 km². Em 2010 a comuna tinha 1 266 habitantes (densidade: 44,2 hab./km²).
Em 1 de janeiro de 2013 foi fundida com as comunas de Baugé, Montpollin, Pontigné e Saint-Martin-d'Arcé para a criação da nova comuna de Baugé-en-Anjou.